# Locomotiva FS 120
Il Gruppo 120 FS era una famiglia di locomotive a vapore, a vapore saturo e semplice espansione, entrate in servizio a partire dal 1864 sulle varie reti italiane e confluite tra 1905 e 1906 nelle Ferrovie dello Stato italiane.

## Storia
La famiglia di locomotive, poi definita come Gruppo 120 FS, appartiene ad un gruppo di locomotive di semplice impostazione e facile manutenzione costruite per le esigenze di esercizio delle varie compagnie ferroviarie italiane del periodo successivo all'Unità d'Italia. Vennero costruite in centinaia di esemplari e consegnate, nel periodo 1864-1885 alle società esercenti le varie linee passando poi, dal 1885, nel parco macchine della Società per le Strade Ferrate del Mediterraneo, della Società per le Strade Ferrate Meridionali e della Società per le Strade Ferrate della Sicilia. Vennero ripartite assumendo le classificazioni di gruppo RA 42 (o SFM 42) per quelle assegnate alla Rete Adriatica, di RM 2053-2100 per quelle della Rete Mediterranea e di RS 1-50 per le unità della Rete Sicula.
Le locomotive vennero costruite da vari costruttori diversi di Francia, Inghilterra e Italia; le unità più antiche sono quelle francesi costruite dalla Società Parent & Schaken e dalla Cail, ambedue di Parigi costruite tutte entro gli anni 60 del XIX secolo. Le successive locomotive vennero costruite nel grande Opificio di Pietrarsa a partire dal 1868 e dalla Neilson di Glasgow.
Le radiazioni iniziarono abbastanza presto dato che ormai la tecnica aveva rese obsolete sia la tecnologia a vapore saturo che il rodiggio 1-2-0. L'album delle locomotive ed automotrici a scartamento ordinario delle Ferrovie dello Stato enumerava come facenti parte del proprio parco rotabili, al 30 giugno 1914, 12 unità dell'ex gruppo 42 di RA ed SFM; 5 unità della Rete Sicula (le inglesi) e 19 unità dei due sottogruppi provenienti dalla Rete Mediterranea delle quali le ultime 9 erano le meno veloci dell'intera serie 120 ma quelle con maggiori scorte d'acqua nel tender. Le migliori macchine acquisite furono proprio quelle della ex Sicula che avevano la potenza più alta (410 CV) e il più alto sforzo di trazione all'avviamento (3.750 kg). La locomotiva FS 1236 (ex RS 18 di costruzione Neilson, del 1869) venne demolita nel 1913.

## Caratteristiche
Le locomotive essendo state prodotte entro un lungo arco di tempo e da costruttori diversi presentavano un buon numero di differenze sia nelle dimensioni che nelle prestazioni. La caldaia era di almeno quattro tipi diversi e così anche il forno. Le accomunava soltanto il rodiggio e la concezione tecnica di base, così all'atto dell'acquisizione nel parco rotabili FS vennero inquadrate in quattro sottogruppi di servizio ma con la stessa numerazione progressiva dei quali curiosamente il meno veloce fu costituito proprio dalle locomotive di costruzione più recente.
Le 120 erano macchine per traino misto della potenza di 380/410 CV e bassa velocità massima tra 55 e 65 km/h.
Il rodiggio era a due assi motori accoppiati tra loro con ruota portante anteriore (1-2-0) ed erano seguite da un tender a due assi in grado di contenere, a seconda della versione, 6,5 o 7,6 tonnellate d'acqua e 3/4 tonnellate di carbone.
Il motore era a due cilindri esterni a vapore saturo e semplice espansione, con distribuzione Stephenson a cassetto piano e pressione massima in caldaia di 9 o 10 kg per centimetro quadrato a seconda della versione.
La locomotiva era sprovvista di freno, come in uso al tempo e frenava con l'uso del controvapore.